# Rūjiena
Rūjiena (németül: Rujen, észtül: Ruhja) város Lettország északi részén.

## Elhelyezkedése
Rūjiena Valmierától 46 km-re északra található a Rūja folyó partján, mindössze 15 km-re az észt határtól.

## Története
Rūjiena a Livóniai Kardtestérek 13. században épített lovagvárának falai alatt alakult ki a 14. században. A várat és a települést is 1560-ban a livóniai háború idején az orosz csapatok teljesen lerombolták. Az elnéptelenedett település lakói csak lassan települtek vissza. Lettország kultúrtörténetének fontos eseménye, hogy 1807-ben itt nyomtatta ki az első lett népdalgyűjteményt saját házi nyomdájában Gustavs Bergmanis.
Hivatalosan 1920-ban vált várossá. A 2009-es közigazgatási reformig Lettország Valmiera járásához tartozott. 

## Rūjiena testvérvárosai
- Mõisaküla, Észtország
- Karksi-Nuija, Észtország
- Norrtälje, Svédország
- Steinhagen, Németország
- Higasikava, Japán
- Montoro Inferiore, Olaszország
- Pszkov, Oroszország